# Војислав Лековић
Војислав Лековић (Титоград, 28. новембар 1949) српски је стоматолог, академик и редовни члан Одељења медицинских наука Српске академије наука и уметности од 1. новембра 2012.

## Биографија
Завршио је основне студије на Стоматолошком факултету Универзитета у Београду 1974, магистратуру 1979, докторат 1981, специјализацију 1985. и усавршавао се на Католичком универзитету у Левену 1983, Универзитету Јужна Каролина 1984. и Универзитету Калифорније.
Радио је као редовни професор на Стоматолошком факултету Универзитета у Београду од 1990, као декан 2000—2006. и као управник Клинике за пародонтологију и оралну медицину Стоматолошког факултета Универзитета у Београду од 2006. године. Члан је Америчке академије за пародонтологију, Европске академије за пародонтологију и имплантологију, председник је Удружења пародонтолога Србије и редовни је члан Одељења медицинских наука Српске академије наука и уметности од 1. новембра 2012. Члан је Одбора за високо образовање, Одбора за проучавање живота и дела српских научника и писање историје САНУ и Одбора за биомедицинска истраживања.
Добитник је Октобарске награде 1980. и 1987, годишње награде Универзитета у Лос Анђелесу 1995, годишње награде Европске академије за имплантологију 1997, годишње награде Српског лекарског друштва за научноистраживачки рад 2002, награде Удружења стоматолога Кубе 2011. и награде Удружења парадонтолога Француске 2012. године.